# 夕やけ小やけふれあいの里

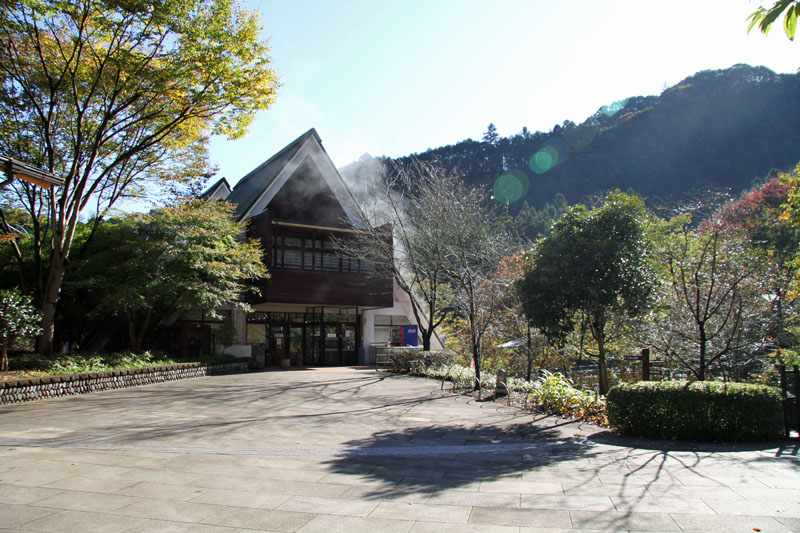
夕やけ小やけふれあいの里（中央の建物は夕焼小焼館）

夕やけ小やけふれあいの里（ゆうやけこやけふれあいのさと）は、東京都八王子市上恩方町2030にある八王子市立の自然体験型レクリエーション施設である。名称は、同施設の近くに生家のある詩人・中村雨紅が作詞した童謡「夕焼小焼」にちなむ。八王子八十八景に選ばれている。

## 沿革
| 西東京バスから寄贈されたボンネットバス「夕やけ小やけ号」 |  | 西東京バスから寄贈されたボンネットバス「夕やけ小やけ号」 |
| 西東京バスから寄贈されたボンネットバス「夕やけ小やけ号」 |  |                                                          |

- 1996年4月28日 - 「夕やけ小やけ文化農園」として開園。
- 2001年4月 - 現名称に改称。
- 2009年11月3日 - 西東京バスが運行していたボンネットバス「夕やけ小やけ号」の車両（いすゞ・BXD50）が市に寄贈され、披露記念式典が開催される[1][2]。

## 園内施設
- 夕焼小焼館 - 中村雨紅展示ホール、市民ギャラリー、喫茶室
- 宿泊施設「おおるりの家」
- 御食事処「いろりばた」
- 夕やけ小やけ ふれあいの道 - 陣馬山・高尾山・八王子城跡へ至る遊歩道
- バーベキュー場
- ふれあい牧場 - ポニー・ヤギ・ウサギ・モルモットを飼育
- 地域物産商店「オンガタVIEW」
- ボンネットバス「夕やけ小やけ号」保存車両展示（管理事務所東側）[1]

## アクセス
- JR中央線・京王高尾線高尾駅より西東京バス霊園32系統陣馬高原下行きに乗車30分、「夕焼小焼」下車
- 中央自動車道八王子JCTより、圏央道八王子西ICより10分
- 関越自動車道鶴ヶ島JCTより、圏央道あきる野ICより20分